# Айзенхютенщат
Айзенхютенщат (на немски: Eisenhüttenstadt, 1953-1961 г. - Сталинщат) е град в Германия, разположен в окръг Одер-Шпре, провинция Бранденбург. Към 31 декември 2011 година населението на града е 30 390 души. Разделя се на 4 градски подрайона.
Името буквално означава „градът на металургическия завод“. Накратко е наричан Хюте (на немски: Hütte).

## Известни личности
- Пол Ван Дайк - немски музикант, диджей

## Побратимени градове
- Димитровград, България
- Дранси, Франция
- Глогов, Полша
- Саарлуис, Германия от 1986 г.